# Walter Scott

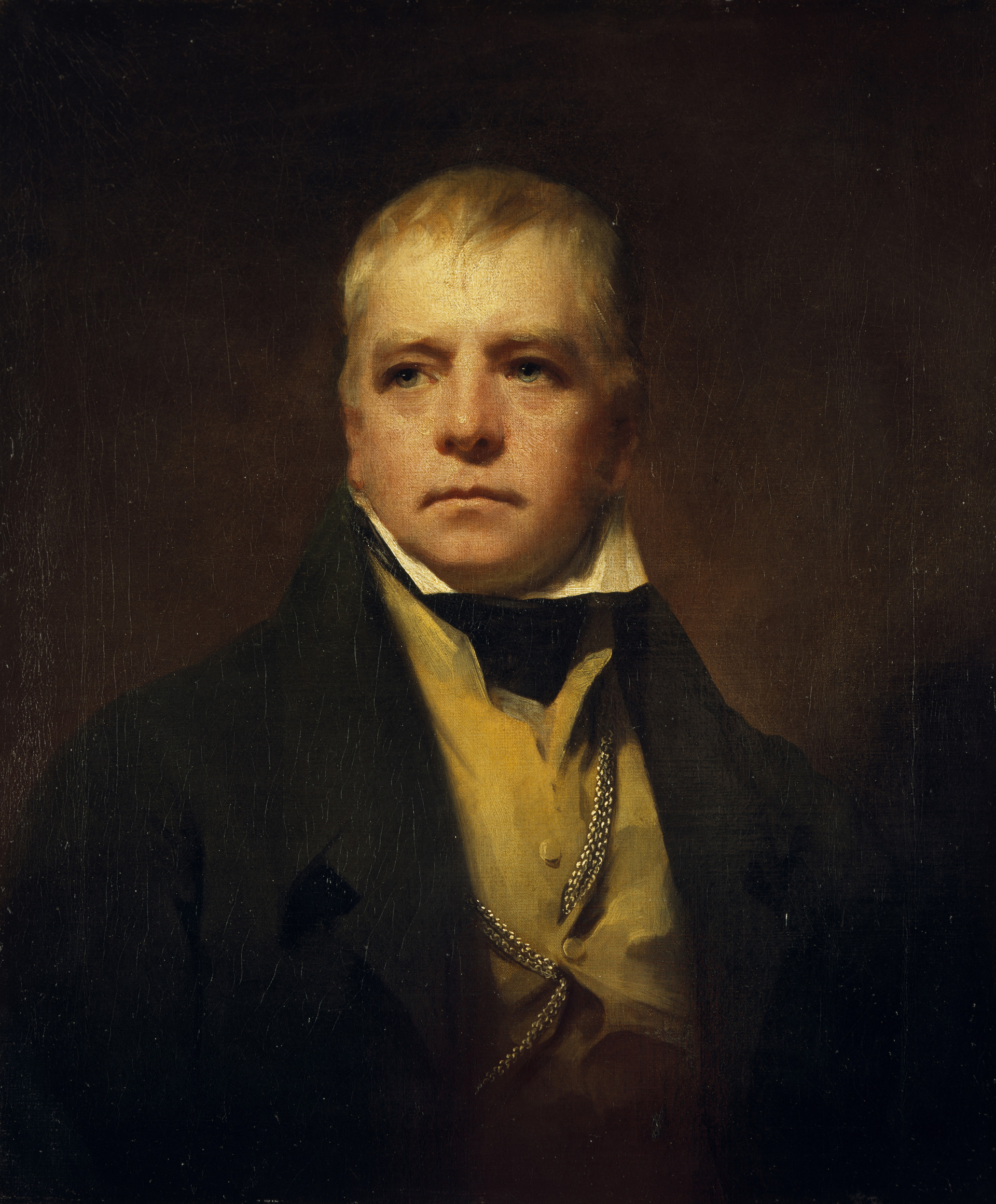
Walter Scott, Porträt von Henry Raeburn, 1822

Sir Walter Scott, 1. Baronet, FRSE (* 15. August 1771 in Edinburgh; † 21. September 1832 in Abbotsford) war ein schottischer Dichter, Schriftsteller, Verleger und Literaturkritiker. Er war einer der – nicht nur in Europa – meistgelesenen Autoren seiner Zeit und gilt traditionell als Begründer des Geschichtsromans. Viele seiner historischen Romane sind Klassiker geworden und haben als Vorlage für zahlreiche Schauspiele, Opern und Filme gedient.

## Leben

### Familie, Berufsweg, Ehrungen

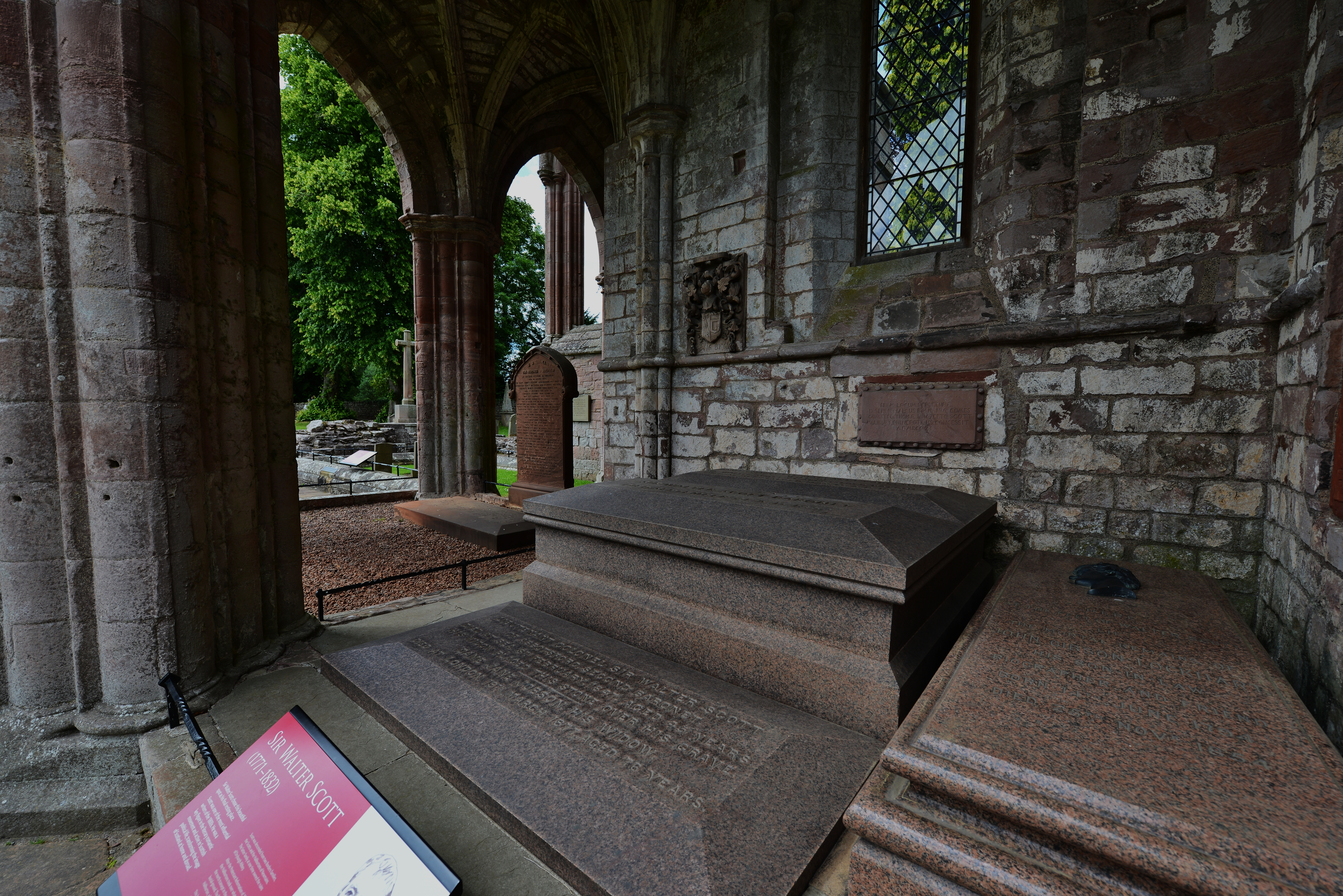
Walter Scotts Grab in der Dryburgh Abbey

Scott wurde als neuntes von zwölf Geschwistern geboren, von denen sechs schon im Kindesalter starben. Im zweiten Lebensjahr infizierte er sich mit Polio und hatte deswegen für den Rest seines Lebens ein gelähmtes Bein. Sein Vater, ebenfalls Walter Scott, war Rechtsanwalt und als Writer to the Signet ein Solicitor (Allgemeinanwalt) mit erweiterten Kompetenzen. Seine Mutter, Anne Rutherford, war Tochter eines Medizinprofessors. Nach einer Anwaltslehre bei seinem Vater wechselte er die berufliche Ausrichtung, studierte Jura an der Universität Edinburgh und wurde im Alter von 21 Jahren Prozessanwalt (Advocate; vgl. Barrister). Trotz seines späteren umfangreichen literarischen Werkes blieb er sein Leben lang als Jurist tätig: 14 Jahre lang als Advocate, 33 Jahre lang als Sheriff und 24 Jahre lang als Clerk of Session (zeitlich überlappend). 1797 heiratete er Charlotte Carpenter (geboren als Charlotte Charpentier, Tochter französischer Flüchtlinge), mit der er fünf Kinder hatte: Charlotte Sophia (1799–1837), Walter (1801–1847), Anne (1803–1837), Charles (1805–1841); ein 1798 geborenes Kind hatte nur einen Tag gelebt. Charlotte starb am 15. oder 16. Mai 1826 und wurde am 22. Mai beigesetzt. Scott hatte 1831 einen Schlaganfall und litt seither an einer apoplektischen Lähmung. Er starb 1832 in seinem Haus in Abbotsford nahe Melrose und wurde in der Dryburgh Abbey beerdigt.
Sein literarischer Erfolg und sein Ansehen verschafften ihm mancherlei Ehrungen: Ehrenbürger (von Edinburgh), Ehrendoktor (der Universität Dublin; von den Universitäten Oxford und Cambridge wurden ihm Ehrendoktorate angetragen, er konnte aber nicht zur Verleihung anreisen) und am 22. April 1820 sogar die Erhebung in den (niederen) erblichen Adelsstand als Baronet, of Abbotsford in the County of Roxburgh. Höhepunkt seiner Anerkennung als bedeutender Dichter war zuvor schon das Angebot gewesen, die 1813 vakant gewordene Position des königlichen Hofdichters (Poet Laureate) zu übernehmen, was er allerdings ablehnte.
Sein Adelstitel fiel bei seinem Tod an seinen ältesten Sohn Walter als 2. Baronet und erlosch schließlich bei dessen Tod 1847.

### Versdichtung
Seine literarische Karriere begann er im Alter von 25 Jahren mit nachdichtenden Übersetzungen deutscher Balladen: The Chase und William and Helen (Gottfried August Bürgers Der wilde Jäger und Lenore). Auch ein Erl-King (zu Goethes Erlkönig) und Übersetzungen von dessen  Götz von Berlichingen sowie weiterer zeitgenössischer deutscher Dramen verschiedener Autoren entstehen. Sein großes Interesse an den Traditionen seiner Heimat hatte ihn seit seiner Jugend dazu gebracht, Volksballaden zu sammeln; ab 1802 veröffentlichte er als dreibändiges Werk The Minstrelsy of the Scottish Border mit von ihm bearbeiteten und auch mit eigenen Balladen.
Breite Bekanntheit erzielte Scott durch seine von Anfang an außerordentlich erfolgreichen epischen Verserzählungen, „die ersten Bestseller in Versform“ mit erstaunlichen Auflagenhöhen, beginnend mit The Lay of the Last Minstrel 1805, gefolgt von Marmion 1808 und weiteren. Gesänge aus seinem The Lady of the Lake 1810 in der deutschen Übersetzung von Adam Storck hat Franz Schubert vertont (Liederzyklus Fräulein vom See), woraus Ellens dritter Gesang (nach seinen Anfangsworten häufig, jedoch irreführenderweise als „Schuberts Ave Maria“ bezeichnet) weltberühmt geworden ist.

### Prosa

Walter Scott

Das erste Werk Scotts als Romanautor war der 1814 anonym veröffentlichte Roman Waverley, dessen Handlung im letzten Aufstand der Jakobiten angesiedelt ist, einem Aufstand, der 1745 von Schottland ausging und sich mit dem Ziel einer Restauration des Hauses Stuart gegen das in London herrschende Haus Hannover richtete. Der Roman machte auf Anhieb Furore; mit ihm hat Scott den neuzeitlichen historischen Roman zumindest für den englischen Sprachraum praktisch begründet. In rascher Folge schrieb er in den folgenden 10 Jahren eine in den Annalen der Literaturgeschichte kaum überbotene Fülle von weiteren historischen Romanen und Erzählungen mit schottischen Themen: Guy Mannering, Old Mortality, Rob Roy und mehr, auch diese alle (und spätere) ohne seinen Namen veröffentlicht, nur mit der Angabe „Autor von Waverley“ oder unter Pseudonym. Der Grund dafür dürfte anfangs in der Furcht Scotts gelegen haben, andernfalls seinem Ansehen als solidem Juristen zu schaden: Im Gegensatz zur Poesie, mit der er bis dahin hervorgetreten war, galt die Prosa seinerzeit als zweitklassig, wenn nicht gar als unseriös. Obwohl es nach und nach zum offenen Geheimnis wurde, wer der ‚Zauberer des Nordens‘ (The Wizard of the North) war, wie der unbekannte Bestseller-Autor genannt wurde, hielt Scott bis 1827 an der Anonymität fest. Insbesondere nach seiner Erhebung in den Adelsstand 1818 betrachtete er das Romanschreiben als einen wenig angemessenen Broterwerb für einen Gentleman; erst anlässlich eines öffentlichen Dinners in den Assembly Rooms in Edinburgh 1827 wurde das Geheimnis seiner Verfasserschaft offiziell gelüftet.
Waren die Handlungen seiner ersten Romane allesamt im Schottland des 17. oder 18. Jahrhunderts angesiedelt, so weitete Scott beginnend mit Ivanhoe (1820) den Kreis seiner Schauplätze in räumlicher und zeitlicher Hinsicht aus: Ivanhoe spielt im England des 12. Jahrhunderts, Quentin Durward (1823) im Frankreich und Anne of Geierstein (1829) in der Schweiz des 15. Jahrhunderts. Besonders mit diesen Werken erreichte Scott auch das zeitgenössische englische und kontinentaleuropäische Publikum. Dazwischen kehrte er jedoch immer wieder zu schottischen Themen zurück, auch in seinen kürzeren Prosawerken wie etwa den Kurzgeschichten in den Chronicles of the Canongate.
Scotts große Leistung lag indes weniger in der Rekonstruktion des historischen Kolorits, sondern vielmehr in der Darstellung von Charakteren im historischen Milieu, mit denen die Leser einen neuen, lebendigen Zugang zur Geschichte erhielten. Vor allem die Figuren aus den unteren Gesellschaftsschichten werden in Scotts Romanen mit einer Menschlichkeit und Lebensunmittelbarkeit gezeichnet wie kaum zuvor in der Literatur. So treten in seinen Romanen zahlreiche für die Erzählung durchaus belangvolle Typencharaktere auf, die aus dem Volk stammen und häufig auch komische Züge zeigen.
Als Erzählperspektive wählt Scott die Darstellung der Geschehnisse aus der Sichtweise eines mittleren Protagonisten im Sinne eines neutralen Helden. Um die Wiedergabe der Vergangenheit gleichermaßen authentisch wie imaginativ eindringlich zu machen, greift Scott vornehmlich auf eine szenische Darstellungsmethode mit einem hohen Anteil an Dialogen zurück, die dazu beitragen, die in den Romanen jeweils thematisierte entwicklungsgeschichtliche Etappe des Landes zu dramatisieren. In dem Zusammenwirken dieser verschiedenen Strukturelemente seiner historischen Romane ist Scotts grundlegende literarische Intention erkennbar, sich die Vergangenheit erinnernd anzueignen, um sie so in das Gegenwartsbewusstsein seiner Leser zu integrieren.
Scott selbst wahrte zu seinen Romanen Distanz und betrachtete sie weitgehend als kommerzielle Angelegenheiten, obwohl er der erste Autor der englischen Literatur war, der schon zu Lebzeiten zu einer Persönlichkeit von nationalem Rang und nationalem Ansehen wurde. So zeigte sich Scott seinem großen und illustren Kreis von Gästen oder Bewunderern in Abbotsford stets nicht als vielschreibender, hart arbeitender Autor, der er war, sondern als charmanter und vornehmer Müßiggänger (man of leisure).

### Sonstige Schriften
Zwar stand die Belletristik im Vordergrund von Scotts Schaffen, er veröffentlichte aber auch literarische Essays, geschichtliche Erzählungen für Kinder, ein Buch über Magie- und Hexenglauben und weiteres, insbesondere eine neunbändige Napoleon-Biographie. Auch diese Schriften waren überwiegend sehr erfolgreich; von der Napoleon-Biographie erschienen deutsche, französische, italienische und dänische Ausgaben noch im Jahr der Erstveröffentlichung. Die vergleichsweise unbedeutendste Rolle in Scotts Werk spielten einige Dramen, die er im Jahrzehnt vor seinem Tod veröffentlichte.

### Teilnahme am öffentlichen Leben
Scott nahm intensiv am öffentlichen Leben teil und engagierte sich maßgeblich bei bestimmten politischen und gesellschaftlichen Themen und Projekten. So leitete er 1818 die erfolgreiche Suche nach den seit Jahrzehnten fast vergessenen schottischen Kronjuwelen. 1820 wurde er zum Präsidenten der Royal Society von Edinburgh gewählt. 1822 arrangierte und organisierte er den gelungenen Besuch des unbeliebten Königs Georg IV. in Edinburgh. Es war der erste Besuch eines britischen Monarchen auf schottischem Boden nach mehr als 170 Jahren – vielleicht der Höhepunkt der Herrschaftsjahre dieses Königs. 1826 griff Scott mit seinen Letters of Malachi Malagrowther direkt in das politische Tagesgeschehen ein, als das schottische Notenbankwesen dem englischen angeglichen werden sollte, und verhinderte so die Abschaffung der schottischen Banknoten. (Daran erinnern auch die heutigen Geldscheine der Bank of Scotland: Alle Werte tragen ein Porträt von Scott auf der Vorderseite.)

### Wirtschaftliche Betätigung und finanzielle Krisen
Der wirtschaftliche Erfolg seiner Werke ermöglichte Scott 1805 den Einstieg in die Druckerei seines Schulfreundes James Ballantyne, später die Gründung eines Verlages mit den Gebrüdern Ballantyne, jeweils als stiller Teilhaber. Dort wurden seine Werke gedruckt und zeitweise auch verlegt. Dies brachte Scott zusätzliche Einnahmen, setzte ihn aber als unbeschränkt haftenden Mitgesellschafter (Haftungsbeschränkungen für Personengesellschafter kannte das damalige schottische Recht noch nicht) auch erheblichen Risiken aus. Eine erste finanzielle Krise, verschärft durch die hohen Ausgaben Scotts für den Erwerb des später Abbotsford genannten Anwesens, konnte 1813 nur durch Schließung des Verlages, Verkauf von Rechten, Darlehen von Verwandten und den überragenden Erfolg seines Prosawerkes überwunden werden, das ab 1814 im Vordergrund seines Schaffens stand.
Ein aufwendiger, gastfreier und großzügiger Lebensstil, vor allem aber der Ausbau und die Ausstattung von Abbotsford verschlangen Unsummen und führten bei Scott, trotz der erheblichen Verkaufszahlen seiner Bücher, zu stets weiterem Geldbedarf. So verlangte und erhielt er beträchtliche Vorschüsse von seinem nunmehrigen Verleger Archibald Constable und nutzte auch die Druckerei, deren Mitinhaber er war, zu Kreditaufnahmen und hohen Gewinnentnahmen. Dies bescherte dem Verlag wie auch der Druckerei anhaltende Liquiditätsprobleme, die durch weitere Kredite überbrückt wurden, nur scheinbar gesichert durch gegenseitig gezogene und angenommene Gefälligkeitswechsel. In der großen britischen Finanzkrise von 1825/26 kam es jedoch zur Zahlungseinstellung eines wichtigen Londoner Geschäftspartners des Verlages, und dadurch fiel das ganze System in sich zusammen. Die Gläubiger des Verlages ebenso wie die der Druckerei hielten sich an Scott, der letztendlich für die gesamte Schuld von über 120.000 Pfund Sterling persönlich haftete – nach dem damaligen Wert ein gigantischer Betrag.
Eine von Scott 1825 geplante Herausgabe der Werke von Charles R. Maturin und dessen Biografie scheiterte am Konkurs von Scotts Verlagen.
Durch ein Konkursverfahren mit anschließender Restschuldbefreiung hätte sich Scott weitgehend aus dieser Lage befreien können (Abbotsford gehörte zu dieser Zeit bereits seinem Sohn Walter). Scotts Standesbewusstsein als Gentleman (der Konkurs wäre eine ‚kaufmännische‘ Lösung gewesen) und sein Ehrgefühl (Schulden müssen bezahlt werden) standen dem entgegen. So entschloss er sich mit Zustimmung der Gläubiger zu einer Trust Deed, einer Urkunde auf Grund einer außergerichtlichen Einigung, wonach sein verbliebenes und sein künftiges Vermögen den Gläubigern unterstellt wurde und er sich zur Abtragung der Schulden verpflichtete. Scott hielt sich getreulich daran. War er zuvor schon ein sehr produktiver Autor gewesen, so schrieb er nun pausenlos und ruinierte dabei seine Gesundheit. Bei seinem Tod war die Schuld zu einem guten Teil beglichen; einige Jahre danach wurde sie durch den Verkauf seiner verbliebenen Werkrechte vollständig getilgt.

### Einzelaspekte

#### Abbotsford

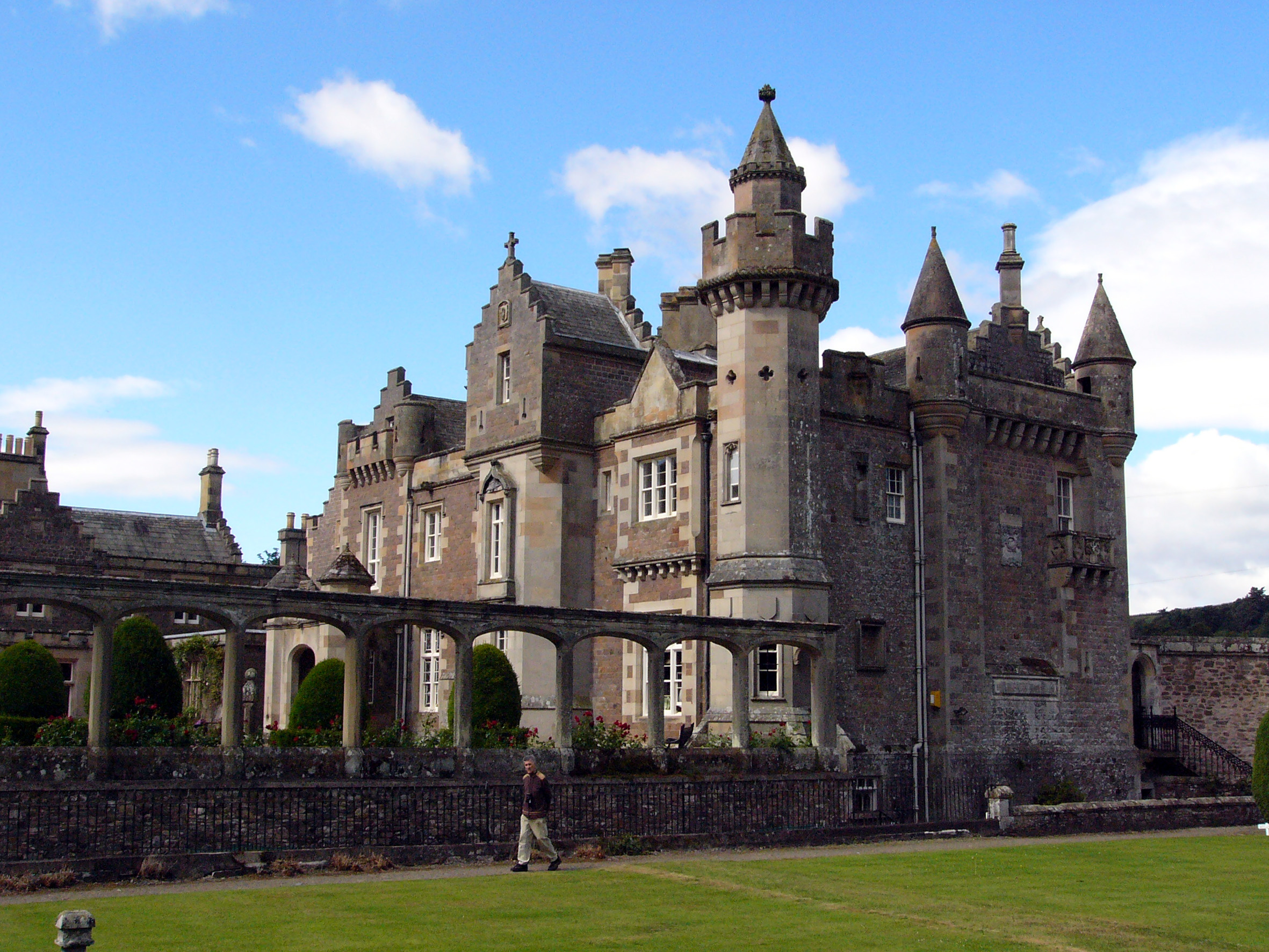
Abbotsford House

1811 erwarb Scott am Südufer des Tweed nahe Melrose eine kleine Farm; durch Zukäufe vergrößerte er das Grundstück im Laufe der Jahre auf eine Fläche von etwa 4 km². Dort baute er die Gebäude des Bauernhofes durch Umbauten und erhebliche Erweiterungen zum Herrenhaus Abbotsford House aus. Mit seinen Erkern, Zinnen, Ecktürmen und Stufengiebeln wurde es zum Vorläufer des viktorianischen Scottish Baronials.

#### Freimaurer
Wie sein Vater war Scott Freimaurer. Am 2. März 1801 nahm ihn die St. David Lodge No. 36 in Edinburgh als Lehrling auf. Am selben Abend wurde er zum Gesellen befördert und zum Meister erhoben. In Selkirk setzte er als Freimaurer in Vertretung des Provinzial-Großmeisters 1816 den Grundstein zum dortigen Logenhaus.

## Wirkung

### Rezeption in der Literaturgeschichte

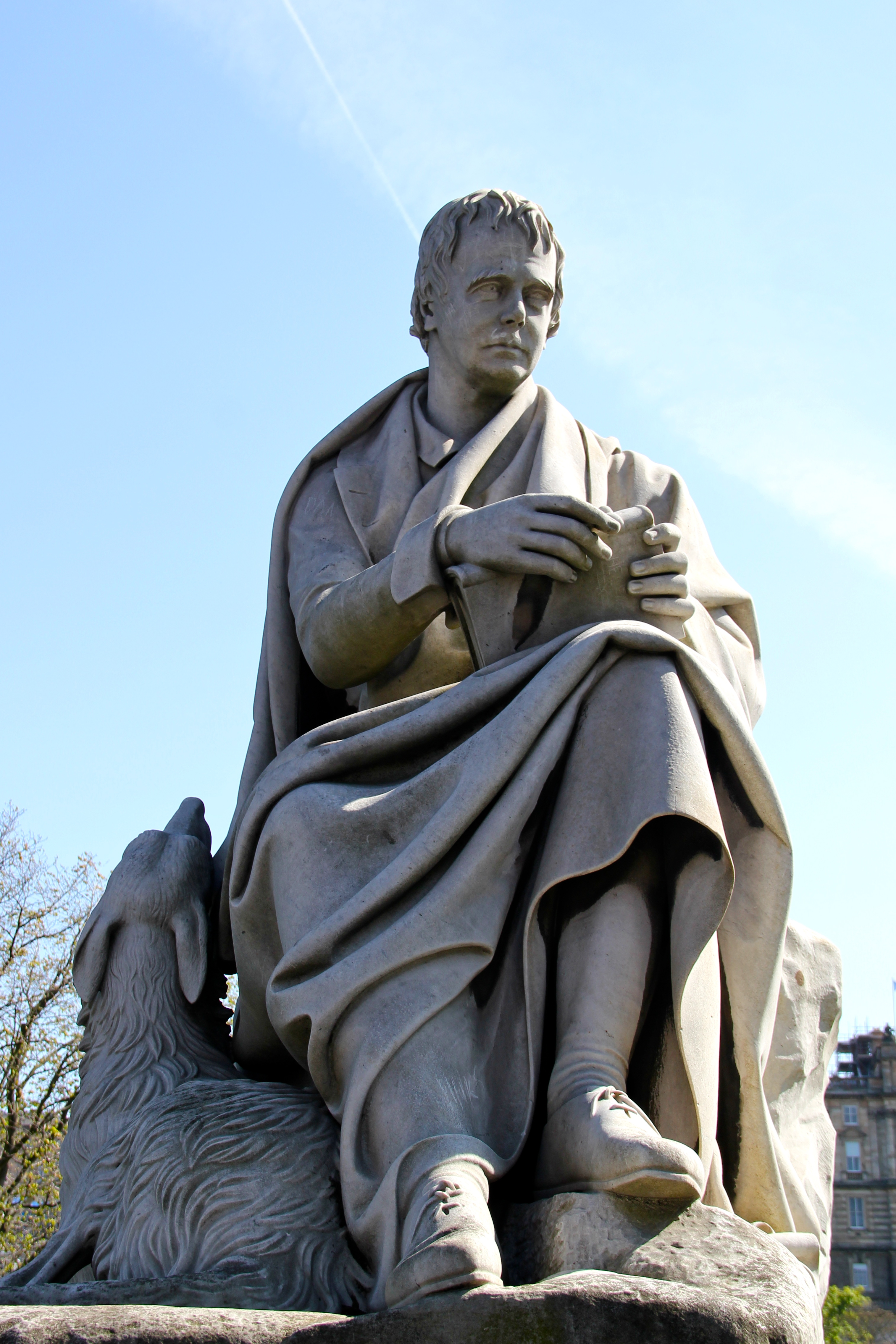
Denkmal in den Princes Street Gardens, Edinburgh

Die literarische Wirkung Scotts im 19. Jahrhundert war außerordentlich. Goethe schätzte seine Werke und hielt ihn für den besten Erzähler seiner Zeit. Scotts Roman ‚Waverley’ stellte er „den besten Sachen an die Seite […] die je in der Welt geschrieben wurden“. Fontane nannte ihn den „Shakespeare der Erzählung“. Historische Romane nach Scotts Vorbild entstanden in vielen Ländern und Sprachen und wurden zuweilen sogar für Werke Scotts gehalten, so der Roman Walladmor (1824) von Willibald Alexis. Von Scott beeinflusst waren Wilhelm Hauff und Theodor Fontane, James Fenimore Cooper und Edward Bulwer-Lytton, Honoré de Balzac und Victor Hugo, auch Alessandro Manzoni, Alexander Puschkin und zahlreiche andere. Gegen Ende des 19. Jahrhunderts sank jedoch die Popularität von Scotts Werken und der (wegen der anonymen Veröffentlichung von Waverley) einst 'große Unbekannte' wurde (in einer häufig wiederholten Formulierung) zum 'großen Ungelesenen'. Erst im 20. Jahrhundert stieg das Interesse an den Werken Scotts wieder, ausgehend nicht zuletzt von Georg Lukács’ vielbeachteter Schrift Der historische Roman (1937/1954), in der Lukács Sir Walter Scott als den „großen Dichter der Geschichte“ schlechthin bezeichnete. Lukács zufolge liefern insbesondere Scotts Waverley- Romane mit ihrem realistischen Einschlag einen wesentlichen Beitrag zur Entwicklung der Gattung des historischen Romans: Im Gegensatz zum weitgehend statischen Menschenbild der Aufklärung stellt Scott Mensch und Gesellschaft als Produkte des historischen Wandels dar. Ebendieser Wandel ist das eigentliche Thema seiner Romane. Trotz der abenteuerlichen Handlung und der für die romance typischen Idealisierung werden die Figuren und Milieus relativ realistisch gezeichnet und ermöglichen dem Leser eine lebendige Vorstellung der vergangenen Epochen. Die Darstellung des historischen Geschehens erfolgt nicht aus der Perspektive der Großen, sondern aus der Sicht eines „mittleren“ Helden, der als sozial und charakterlich durchschnittlich dem Leser näher steht. Die Großen wiederum werden nicht als Verursacher, sondern als Exponenten der historischen Entwicklung gezeigt. Die lange Zeit immense Popularität Scotts beruhte im Wesentlichen darauf, dass durch eine solche Konzeption Geschichte in einer bislang nicht bekannten Form dramatisch miterlebbar gemacht wurde.
In Amerika wurde Scott zudem als Repräsentant der schottischen Literatur gefeiert, die in den Anfängen der amerikanischen Literaturgeschichte als Modell für die Entstehung einer eigenständigen nationalen Kultur und Literatur galt trotz der gemeinsamen Sprache und der zahlreichen gemeinsamen Aspekte der Tradition mit England. So sind für Scott wichtige Motive wie das der Versöhnung (hier zwischen Schottland und England) oder der Verbindung von Konservatismus und zukunftsorientiertem Fortschrittsdenken ebenso für das Werk von James Fenimore Coopers maßgeblich.
In der gegenwärtigen deutschen Literaturwissenschaft werden die Romane Scotts dagegen weitgehend ignoriert. Eine Pflege seiner Werke durch die Verlage findet kaum mehr statt; brauchbare Ausgaben werden so gut wie nicht mehr vorgelegt. Aus dem umfangreichen Werk Scotts sind auf dem deutschen Buchmarkt nur noch wenige Titel präsent oder lieferbar, zumeist allein Ivanhoe in einer gekürzten Kinderbuchfassung. Die in Deutschland verbreiteten Scott-Ausgaben sind zudem häufig bearbeitet und im Text gekürzt. Die bei Scott bedeutsamen Vor- und Nachworte, Rahmenerzählungen, eingestreuten Lieder, Motti, Fußnoten, Indexe und Glossare fehlen; zumeist sind die deutschen Ausgaben auf das reine Handlungsskelett reduziert. Der zeitweiligen Überschätzung der Bedeutung der Werke Scotts steht in der jüngeren Rezeptionsgeschichte des ausgehenden 20. Jahrhunderts nunmehr das andere Extrem eine Missachtung als bedeutender Autor gegenüber, die seiner Person und seinem Werk ebenso wenig gerecht wird wie eine maßlose Überschätzung. Der Scotts Werk rückblickend in der Literaturgeschichte tatsächlich zustehende Rang muss in der weiteren literaturwissenschaftlichen Diskussion noch genauer geklärt werden.

### Schauspiel, Oper und Film
Scotts Werke (oder Motive daraus) dienten auch als Vorlage für zahlreiche Bühnenwerke und Filme.
Dramatisierungen von Scotts belletristischen Werken kamen vor allem in viktorianischer Zeit in erheblicher Zahl auf die britischen Bühnen – es entstanden Aberdutzende solcher Fassungen, auch in anderen Ländern; im deutschen Sprachraum beispielsweise:
- Die Flucht nach Kenilworth (1826) von Johann Reinhold von Lenz, genannt Kühne
- Der Löwe von Kurdistan (1827) von Joseph von Auffenberg (nach The Talisman)
- Der letzte Ravenswood (1860) von Franz Hermann von Hermannsthal (nach The Bride of Lammermoor)
- Quentin Durward (1894) von P. Brill.

Von noch größerer und anhaltenderer Bedeutung waren die Werke Scotts für das Musiktheater. Nach Shakespeare dürfte Scott der Autor sein, dessen Werke am häufigsten als Grundlage für Opernlibretti verwandt wurden, darunter für die folgenden Opern:
- La donna del lago (Die Dame vom See) von Gioachino Rossini (nach The Lady of the Lake) 1819
- La dame blanche (Die weiße Dame) von François-Adrien Boieldieu (u. a. nach Guy Mannering) 1825
- Ivanhoé mit Musik von Gioachino Rossini, als Pasticcio zusammengestellt von Antonio Pacini, 1826
- La muette de Portici (Die Stumme von Portici) von Daniel-François-Esprit Auber (nach Peveril of the Peak) 1828
- Der Templer und die Jüdin von Heinrich Marschner (nach Ivanhoe) 1829
- La Prison d’Edimbourg (Der Kerker von Edinburg) von Michele Carafa (nach The Heart of Midlothian) 1833
- Lucia di Lammermoor (Lucia von Lammermoor) von Gaetano Donizetti (nach The Bride of Lammermoor) 1835
- Der Tempelritter von Otto Nicolai (nach Ivanhoe) 1840
- La jolie fille de Perth (Das schöne Mädchen von Perth) von Georges Bizet (nach The Fair Maid of Perth) 1867
- Ivanhoe von Arthur Sullivan 1891

Schließlich wurde auch für den Film sehr häufig auf die Werke Scotts zurückgegriffen. Beginnend schon in Stummfilmzeiten und verstärkt ab den 1950er Jahren, zunehmend auch für das Fernsehen, wurden insbesondere The Lady of the Lake, Ivanhoe, Rob Roy, The Talisman und Quentin Durward immer wieder neu verfilmt, vor allem in den USA und Großbritannien, aber auch in Deutschland, Italien, der Sowjetunion und anderen Ländern. Unter den zahlreichen Verfilmungen sind beispielsweise erwähnenswert:
- Ivanhoe, USA 1911, Regie: Stuart Blackton
- Ivanhoe, USA 1952, Regie: Richard Thorpe, Hauptdarsteller: Robert Taylor, Elizabeth Taylor
- Quentin Durward, Deutschland/Frankreich 1971, Regie: Gilles Grangier, Hauptdarsteller: Amadeus August, Marie-France Boyer.

### Politik und Gesellschaft
Die Bedeutung Scotts geht jedoch weit über seinen literarischen Einfluss hinaus und hatte eine starke politisch-gesellschaftliche Dimension. Die Jakobitenaufstände im 18. Jahrhundert lagen noch nicht sehr lange zurück. Die harsche Reaktion der Londoner Regierung darauf mit drakonischen Strafmaßnahmen vor allem in den schottischen Highlands hatte zu einer Entfremdung von Teilen der schottischen Bevölkerung vom britischen Staat geführt. Scott selbst war zwar Unionist, Protestant und Unterstützer der Monarchen aus dem Haus Hannover. Er verteufelte aber die Gegenseite nicht, sondern stellte in seinen populären Romanen auch die Positionen der Nationalisten, Katholiken und Anhänger der Stuarts mit Verständnis dar und zeigte Sympathie für ein romantisiertes altes Schottland. So trug er nicht unerheblich zur Überwindung immer noch bestehender Animositäten bei.

### Einfluss auf den Amerikanischen Bürgerkrieg
Walter Scotts Werke wurden auch in Nordamerika stark rezipiert. Dies gilt insbesondere für das 1809 erschienenen Buch „Ivanhoe“, das nach Darstellung von Mark Twain eine starke Wirkung auf die Bewohner der Südstaaten entfaltete. Diese habe vor allem darin bestanden, dass die Strukturen früherer Zeiten romantisch verklärt und gesellschaftliche Fortschritte gebremst wurden.
„Ohne die Sir-Walter-Krankheit wäre der Charakter des Südstaatlers - oder Southron, wie Sir Walter es stärker ausdrückt - völlig modern, statt modern und mittelalterlich gemischt, und der Süden wäre eine ganze Generation weiter, als er ist. Es war Sir Walter, der jeden Gentleman im Süden zu einem Major oder Colonel, einem General oder Richter machte. ... Sir Walter hatte einen so großen Anteil an der Gestaltung des Charakters der Südstaaten, wie er vor dem Krieg bestand, dass er in hohem Maße für den Krieg verantwortlich ist. Es scheint ein wenig hart gegenüber einem toten Mann zu sein zu sagen, dass wir ohne Sir Walter nie einen Krieg gehabt hätten; und doch könnte man vielleicht ein plausibles Argument zur Unterstützung dieser wilden Behauptung anführen. Der Südstaatler der amerikanischen Revolution besaß Sklaven, ebenso der Südstaatler des Bürgerkriegs: aber der erste ähnelt dem zweiten wie ein Engländer einem Franzosen. Die Veränderung des Charakters lässt sich eher auf Sir Walters Einfluss zurückführen als auf den einer anderen Sache oder Person.“
Der Militäranalyst Franz-Stefan Gady pflichtet dem bei: Scotts Literatur habe in den Südstaaten zu einer Gesellschaft geführt, die von der Verteidigung der eigenen Ehre so besessen war, dass sie gegen ihre eigenen Interessen in den Krieg zog.
„Von Scotts Literatur beflügelt, die den ritterlichen Zweikampf pries, glaubten die jungen Kavaliere des Südens, dass jeder von ihnen es mit mehreren ehrlosen Yankees aus dem Norden würde aufnehmen können.“
Diese Grundhaltung habe mit dazu beigetragen, dass die Südstaaten trotz einer faktischen militärischen Unterlegenheit die kriegerische Auseinandersetzung suchten.

### Schottlandbild und Tourismus
Schließlich hat Scott wesentlich zu einer Änderung der öffentlichen Wahrnehmung der schottischen Highlands beigetragen, die insbesondere in England damals als Hort hinterwälderischer Aufrührer und Banditen galten. Seine im Hochland spielenden Romane um edle Clan-Chiefs und ihre treuen und tapferen Gefolgsleute, angesiedelt in wild-romantischer Landschaft, im Kampf um alte Rechte und Traditionen, führten zu einem gänzlich neuen Bild der Highlands. Hinzu kam der spektakuläre, von Scott orchestrierte historische Besuch von König Georg IV. in Edinburgh mit all den zum Teil nach den Jakobitenaufständen verbotenen und 1822 eigentlich schon anachronistischen, folkloristischen Versatzstücken wie Kilt, Tartan und Dudelsack. Dies waren die Ausgangspunkte für eine Belebung der schottischen Highland-Kultur und ein wachsendes und weitausstrahlendes Interesse an Schottland und besonders seinem Hochland, das am Beginn des modernen Tourismus dorthin steht. Die London and North Eastern Railway (LNER) benannte 24 in Schottland eingesetzte Schnellzuglokomotiven der Klasse D11/2 nach Charakteren aus den Romanen Waverley, The Antiquary, The Bride of Lammermoor und The Lady of the Lake, sowie aus dem Gedicht The Lord of the Isles.

### Einzelpunkte

#### Walter-Scott-Wanderweg
Der Sir Walter Scott Way ist ein etwa 150 km langer Wanderweg im Südosten Schottlands, der an zahlreichen Stätten vorbeiführt, die mit dem Leben oder dem Werk Scotts verbunden sind.

#### Walter-Scott-Preise
Seit 2006 wird der Sir Walter Scott-Preis für herausragende deutschsprachige historische Romane vergeben, seit 2010 der hochdotierte britische Walter Scott Prize for historical fiction für historische Belletristik.

#### Walter Scott als Romanfigur
Im Roman Die Bruderschaft der Runen des Deutschen Michael Peinkofer wurde Scott 2005 selbst zur Hauptfigur.

## Werke

### Versdichtung
- The Chase, and William and Helen. Two Ballads from the German. Edinburgh 1796. Übersetzungen von Balladen Gottfried Bürgers
- An Apology for Tales of Terror. Kelso 1799. Darin enthalten: u. a. The Erl-King, Übersetzung von Goethes Erlkönig
- The Eve of St. John. A Border Ballad. Kelso 1800
- The Minstrelsy of the Scottish Border. 3 Bände. Kelso 1802 f.

dt. Schottische Lieder und Balladen. Leipzig 1817 (Übersetzung: Henriette Schubart)
- Sir Tristrem. A Metrical Romance of the Thirteenth Century. Edinburgh 1804. Annotierte Ausgabe einer englischen Fassung des Tristan-und-Isolde-Stoffes aus dem mittelalterlichen Auchinleck-Manuskript
- The Lay of the Last Minstrel. A Poem. London 1805

dt. Der letzte Minstrel. Ein Gedicht in sechs Gesängen. Bremen 1820 (Übersetzung: Adam Storck)
Das Lied des letzten Minstrels. Ein Gedicht in sechs Gesängen. Zwickau 1824 (Übersetzung: Willibald Alexis)
Des letzten Minnesängers Sang. Leipzig 1895 (Übersetzung: C. Cornelius)
- Ballads and Lyrical Pieces. Edinburgh 1806
- Marmion. A Tale of Flodden Field. Edinburgh 1808 (darin enthalten das Gedicht Young Lochinvar)

dt. Marmion. Eine Erzählung vom Schlachtfelde von Flodden. Dichtung in sechs Gesängen. Zwickau 1827 (Übersetzung: C. Richard)
Marmion. Darmstadt 1857 (Übersetzung: Alexander Neidhardt)
- The Lady of the Lake. A Poem. Edinburgh 1810

dt. Das Fräulein vom See. Ein Gedicht in sechs Gesängen. Essen 1819 (Übersetzung: Adam Storck)
Die Jungfrau vom See. Ein Gedicht in sechs Gesängen. Zwickau 1822 (Übersetzung: Willibald Alexis)
Die Jungfrau vom See. Romantische Gedichte. Leipzig 1853 (Übersetzung: Friederike Friedmann)
Das Fräulein vom See. Romantische Dichtung. Hildburghausen 1865 (Übersetzung: Heinrich Viehoff)
Die Dame vom See. Eine Dichtung in sechs Gesängen. Bremen 1869 (Übersetzung: Ludwig Freytag)
Die Jungfrau vom See. Episch-romantisches Gedicht in sechs Gesängen. Leipzig 1877 (Übersetzung: Emma Ernst)
Die Jungfrau vom See. Dichtung in sechs Gesängen. Halle a.d.S 1894 (Übersetzung: Fr. Dobbert)
- The Vision of Don Roderick. A Poem. Edinburgh 1811

dt. Don Roderichs Traumgesicht. Zwickau 1826 (Übersetzung: C. Richard)
- Rokeby. A Poem. Edinburgh 1813

dt. Burg Rokeby. Romantisches Gedicht in sechs Gesängen. Bremen 1822 (Übersetzung: Adam Storck)
Rokeby. Zwickau 1825 (Übersetzung: C. Richard)
- The Bridal of Triermain, or the Vale of St. John. In three Cantos. Edinburgh 1813

dt. Der Bräutigam von Triermain oder das Thal von Saint John. Ein Gedicht in drei Gesängen. Zwickau 1829 (Übersetzung: Richard Otto Spazier)
- The Lord of the Isles. A Poem. Edinburgh 1815

dt. Der Beherrscher der Eilande. In sechs Gesängen. Leipzig 1822 (Prosa-Umdichtung von F. P. E. Richter, Pseudonym von Wilhelmine von Gersdorff)
Der Herr der Inseln. Ein Gedicht in sechs Gesängen. Zwickau 1828 (Übersetzung: Karl Ludwig Kannegießer)
Der Fürst der Inseln. Ein Gedicht in sechs Gesängen. Essen 1830 (Übersetzung: Carl Wilhelm Asher)
Der Herr der Inseln. Darmstadt 1854 (Übersetzung: Alexander Neidhart)
Der Herr der Inseln. Bremen 1863 (Übersetzung: Wilhelm Hertzberg)
Der Herr der Inseln. Episch-romantisches Gedicht in sechs Gesängen. Leipzig 1869 (Übersetzung: Reinhold Bernhard Jachmann)
- The Field of Waterloo. A Poem. Edinburgh 1815

dt. Das Feld von Waterloo. Münster 1825 (Übersetzung: Jakob Vinzenz Cirkel)
Das Schlachtfeld von Waterloo. Zwickau 1826 (Übersetzung: C. Richard)
- Harold the Dauntless. A Poem in Six Cantos. Edinburgh 1817

dt. Harold der Unerschrockene. Dichtung. Leipzig 1823 (Übersetzung: W. von Morgenstern, Pseudonym von Wilhelmine von Gersdorff)
Harold der Furchtlose. Ein Gedicht in sechs Gesängen. Zwickau 1829 (Übersetzung: Richard Otto Spazier)

### Prosaromane und -erzählungen

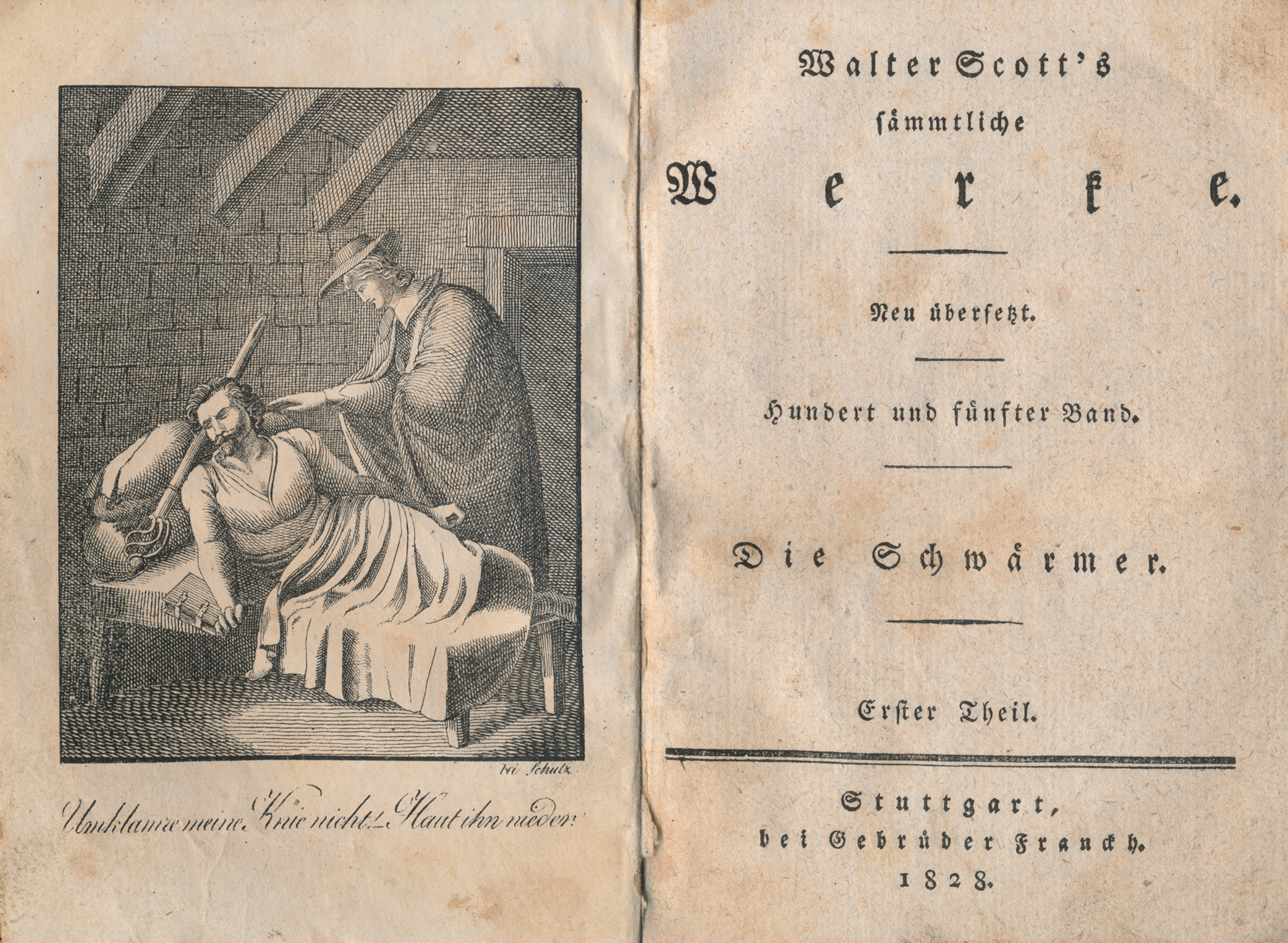
Die Schwärmer (1828)

- Waverley, or 'Tis Sixty Years Since. Edinburgh 1814

dt. Eduard. Ein romantisches Gemählde. Nach Walter Scott’s Waverley. Dresden 1821 (Übersetzung: Wilhelm Adolf Lindau)
Waverley oder Schottland vor sechzig Jahren. Historisch-humoristischer Roman. Leipzig 1822 (Übersetzung: W. L.)
Waverley, oder so war's vor sechzig Jahren. Leipzig 1823 (Übersetzung: Bernhard Johann Friedrich von Halem)
Waverley oder 's ist nun sechzig Jahre. Zwickau 1823 (Übersetzung: M. Carl Richter)
Waverley oder Schottland vor sechzig Jahren. Wien 1825
Waverley, oder so wars vor sechzig Jahren. Reutlingen 1825
Waverley oder so war’s vor sechzig Jahren. Grätz 1827
Waverley oder So war's vor sechzig Jahren. Stuttgart 1828 (Übersetzung: Leonhard Tafel)
Waverley oder So war's vor sechzig Jahren. Danzig 1829
Waverley oder Vor sechzig Jahren. Ein historischer Roman. Mannheim 1840 (Übersetzung: C. Herrmann)
Waverley. Hamburg 1840 (Übersetzung: Carl Immer und Henry Clifford)
Waverley oder So war's vor sechzig Jahren. Berlin 1876 (Übersetzung: Benno Tschischwitz)
Waverley. Stuttgart 1883 (Übersetzung: Ludwig Proescholdt)
Waverley oder Es ist sechzig Jahre her. Leipzig 1885 (Übersetzung: Marie von Borch)
Waverley. Eine geschichtliche Erzählung aus dem 18. Jahrhundert. Für die deutsche Jugend bearbeitet. Münster 1893 (Übersetzung: Otto Heinrichs)
Waverley oder Vor sechzig Jahren war’s. Berlin 1900 (Übersetzung: Erich Walter)
Waverley oder 's ist sechtzig Jahre her. Weimar 1972 (Übersetzung: Gisela Reichel)
- Guy Mannering, or the Astrologer. Edinburgh 1815

dt. Der Astrolog. Eine caledonische Wundersage. Leipzig 1817 (Übersetzung: Wilhelm Adolf Lindau)
Guy Mannering oder der Sterndeuter. Zwickau 1822 (Übersetzung: Wilhelmine Gerhard)
Guy Mannering oder der Sterndeuter. Leipzig 1825 (Übersetzung: R.F.)
Guy Mannering oder der Sterndeuter. Stuttgart 1828 (Übersetzung: Leonhard Tafel)
Guy Mannering oder der Astrolog. Ein Roman. Stuttgart 1840 (Übersetzung: Theodor Oelckers) online (PDF-Datei, 21,03 MB) Reprint in der Arno-Schmidt-Referenzbibliothek
Guy Mannering oder der Sterndeuter. Hamburg 1841 (Übersetzung: Carl Immer und Henry Clifford)
Guy Mannering. Ein Roman. Berlin 1876 (Übersetzung: Bruno Tschischwitz)
Guy Mannering. Berlin-Grunewald 1924 (Übersetzung: Erich Walter)
- The Antiquary. Edinburgh 1816

dt. Der Alterthümler. Ein romantisches Gemälde. Berlin 1821 (Übersetzung: Wilhelm Adolf Lindau)
Der Alterthümler. Zwickau 1823 (Übersetzung: Heinrich Döring)
Der Alterthümler. Reutlingen 1824
Der Alterthümler. Ein romantisches Gemählde. Wien 1825
Der Alterthümler. Grätz 1827
Der Alterthümler. Stuttgart 1828 (Übersetzung: Leonhard Tafel)
Der Alterthümler. Leipzig 1828 (Übersetzung: "*r")
Der Alterthümler. Ein Roman. Stuttgart 1840 (Übersetzung: Theodor Oelckers) online (PDF-Datei, 20,32 MB) Reprint in der Arno-Schmidt-Referenzbibliothek
Der Alterthümler. Hamburg 1841 (Übersetzung: Carl Immer und Henry Clifford)
Der Alterthümler. Berlin 1855 (Übersetzung: Gottfried Wilhelm Becker)
Der Alterthümler. Berlin 1876 (Übersetzung: Benno Tschischwitz)
Der Altertümler. Berlin 1905 (Übersetzung: Erich Walter)
Der Altertümler. Regensburg 1913 (Übersetzung: Otto von Schaching)
- Tales of My Landlord. Bd. I: The Black Dwarf. Edinburgh 1816

dt. Der schwarze Zwerg. Eine schottische Sage. Leipzig 1819 (Übersetzung: Wilhelm Adolf Lindau)
Der schwarze Zwerg. Erste der Erzählungen meines Wirths. Zwickau 1822 (Übersetzung: Ernst Berthold [= Therese von Jacob])
Erzählungen meines Wirthes: Der schwarze Zwerg. Leipzig 1824 (Übersetzung: Karl Ludwig Methusalem Müller)
Der schwarze Zwerg. Ein romantisches Gemählde. Wien 1825
Der schwarze Zwerg. Stuttgart 1829 (Übersetzung: Leonhard Tafel)
Der schwarze Zwerg. Stuttgart 1850 (Übersetzung: Franz Kottenkamp)
- Tales of My Landlord. Bd. II–IV: Old Mortality. Edinburgh 1816

dt. Die Schwärmer. Ein romantisches Gemählde. Leipzig 1820 (Übersetzung: Wilhelm Adolf Lindau)
Die Presbyterianer. Zwickau 1823 (Übersetzung: E.B. [= Therese von Jacob])
Die Presbyterianer oder Alt-Sterblichkeit. Zweyte Erzählung meines Wirtes. Grätz 1828
Die Schwärmer. Stuttgart 1828
Die Schwärmer. Stuttgart 1845 (Übersetzung: Carl Andrä)
Die Puritaner. Berlin 1866 (Übersetzung: Adam Stein [= Robert Springer])
Die Presbyterianer. Berlin 1876 (Übersetzung: Benno Tschischwitz)
Old Mortality. Berlin 1953 (Übersetzung: Rudolf Schaller)
- Rob Roy. Edinburgh 1817

dt. Robin der Rothe. Eine schottische Sage. Berlin 1819 (Übersetzung: Wilhelm Adolf Lindau)
Robin der Rothe. Zwickau 1823 (Übersetzung: Henriette Schubart)
Robin der Rothe. Leipzig 1826 (Übersetzung: Sophie May [=Friederike Mayer])
Robin der Rothe. Stuttgart 1828 (Übersetzung: Erich Walter)
Robin der Rothe. Ein historischer Roman. Mannheim 1840 (Übersetzung: C. Herrmann)
Robin der Rote. Ein heimlicher König unter schottischen Partisanen und englischen Rebellen. Freiburg 1965 (Freie Nacherzählung von Herbert Kranz)
Rob Roy. Berlin 1957 (Übersetzung: Christine Hoeppener)
- Tales of My Landlord. Zweite Reihe: The Heart of Midlothian. Edinburgh 1818

dt. Der Kerker von Edinburgh. Ein Roman. Berlin 1821 (Übersetzung: Maria Wilhelmine Schmidt)
Das Herz von Mid-Lothian oder Der Kerker von Edinburgh. Dresden 1822 (Übersetzung: Wilhelm Adolf Lindau)
Das Herz Mid-Lothians oder Das Gefängniss zu Edinburgh. Zweyte der Erzählungen meines Wirths. Zwickau 1823 (Übersetzung: Sophie May [=Friederike Mayer])
Das Herz von Midlothian. Leipzig 1826 (Übersetzung: Adolph Wagner)
Das Herz von Mid-Lothian. Stuttgart 1828 (Übersetzung: C.W.)
Der Kerker von Edinburg. Ein Roman. Mannheim 1841 (Übersetzung: Ernst Susemihl)
Das Herz von Midlothian oder Der Kerker zu Edinburg. Hamburg 1842 (Übersetzung: Carl Immer und Henry Clifford)
Das Herz von Midlothian. Berlin 1877 (Übersetzung: Benno Tschischwitz)
Das Herz von Midlothian. Berlin 1955 (Übersetzung: Walter Wilhelm)
- Tales of My Landlord. Dritte Reihe, Bd. I–III: The Bride of Lammermoor. Edinburgh 1819

dt. Die Braut. Ein romantisches Gemählde. Dresden 1820 (Übersetzung: Wilhelm Adolf Lindau)
Die Braut. Vierte der Erzählungen meines Wirths. Zwickau 1824 (Übersetzung: Henriette von Montenglaut)
Die Braut von Lammermoor. Stuttgart 1828 (Übersetzung: A. Ludwig)
Die Braut von Lammermoor. Mannheim 1843 (Übersetzung: Wilhelm Sauerwein)
Die Braut von Lammermoor. Leipzig 1852 (Übersetzung: Anna Tuthen)
Die Braut von Lammermoor. Berlin 1876 (Übersetzung: Benno Tschischwitz)
Die Braut von Lammermoor. Berlin 1882 (Übersetzung: Helene Lobedan)
Die Braut von Lammermoor. Berlin 1905 (Übersetzung: Erich Walter)
Die Braut von Lammermoor. Hamburg 1928 (Übersetzung: Siever Johann Meyer-Berghaus)
- Tales of My Landlord. Dritte Reihe, Bd. III–IV: A Legend of Montrose. Edinburgh 1819

dt. Legende von Montrose und seinen Gefährten. Fünfte der Erzählungen meines Wirths. Zwickau 1823 (Übersetzung: Henriette von Montenglaut)
Montrose. Ein romantisches Gemählde. Leipzig 1824 (Übersetzung: Wilhelm Adolf Lindau)
Erzählungen meines Wirthes. Montrose. Leipzig 1827 (Übersetzung: Karl Ludwig Methusalem Müller)
Montrose. Romantische Sage. Stuttgart 1828 (Übersetzung: A. Ludwig)
Eine Sage von Montrose. Stuttgart 1850 (Übersetzung: Franz Kottenkamp)
Eine Sage von Montrose. Berlin 1877 (Übersetzung: Benno Tschischwitz)
Eine Sage von Montrose. Berlin 1882 (Übersetzung: Helene Lobedan)
- Ivanhoe. A Romance. Edinburgh 1819

dt. Ivanhoe. Leipzig 1821 (Übersetzung: Karl Ludwig Methusalem Müller)
Ivanhoe. Ein Roman. Zwickau 1822 (Übersetzung: Elise von Hohenhausen)
Ivanhoe. Hamm 1826 (Übersetzung: Carl Leberecht Immermann)
Ivanhoe. Historischer Roman. Gotha 1826 (Übersetzung: Meyer)
Ivanhoe. Roman. Stuttgart 1827 (Übersetzung: Leonhard Tafel)
Ivanhoe. Hamburg 1840 (Übersetzung: Carl Immer und Henry Clifford)
Ivanhoe. Ein Roman. Mannheim 1841 (Übersetzung: Ernst Susemihl)
Ivanhoe. Historischer Roman. Bielefeld 1874 (Übersetzung: Robert König)
Ivanhoe. Berlin 1876 (Übersetzung: Benno Tschischwitz)
Ivanhoe. Roman. Leipzig 1877 (Übersetzung: Otto Randolf)
Ivanhoe. Berlin 1924 (Übersetzung: Erich Walter)
Ivanhoe. Berlin 1925 (Übersetzung: Richard Zoozmann)
Ivanhoe. Roman. Berlin 1930 (Übersetzung: Kurt Merländer)
Ivanhoe. Berlin 1957 (Übersetzung: Christine Hoeppener)
Ivanhoe. Ritter der Gerechtigkeit. Stuttgart 1970 (Übersetzung: Rudolf Hermann)
Ivanhoe. Stuttgart 1992 (Übersetzung: Sybil Gräfin Schönfeldt)
Ivanhoe. Wien 1993 (Übersetzung: Sonja Ehrnstorfer)
- The Monastery. A Romance. Edinburgh 1820

dt. Das Kloster. Ein Roman. Berlin 1821 (Übersetzung: Karl Ludwig Methusalem Müller)
Das Kloster. Zwickau 1823 (Übersetzung: Friedrich Christian Diez)
Das Kloster. Leipzig 1825 (Übersetzung: Sophie May [=Friederike Mayer])
Das Kloster. Ein Roman. Stuttgart 1828 (Übersetzung: Carl Mogg)
Das Kloster. Ein historischer Roman. Mannheim 1841 (Übersetzung: Friedrich Funck)
- The Abbot. Edinburgh 1820

dt. Der Abt. Ein romantisches Gemählde. Leipzig 1821 (Übersetzung: Wilhelm Adolf Lindau)
Der Abt. Zwickau 1823 (Übersetzung: Hieronymus Müller)
Der Abt. Stuttgart 1828 (Übersetzung: Leonhard Tafel)
Der Abt Berlin 1835 (Übersetzung: Sophie May [=Friederike Mayer])
Der Abt. Historischer Roman. Mannheim 1841 (Übersetzung: Friedrich Funck)
Der Abt. Berlin 1877 (Übersetzung: Robert Springer)
Der Abt oder Maria Stuarts Glück und Ende. Berlin 1906 (Übersetzung: Erich Walter)
- Kenilworth. A Romance. Edinburgh 1821

dt. Kenilworth. Roman. Zwickau 1823 (Übersetzung: Elise von Hohenhausen)
Kenilworth. Stuttgart 1827 (Übersetzung: Leonhard Tafel)
Kenilworth. Ein Roman. Mannheim 1841 (Übersetzung: Ernst Susemihl)
Kenilworth. Bielefeld 1876 (Übersetzung: Robert König)
Kenilworth. Roman. Leipzig 1877 (Übersetzung: Otto Randolf)
Kenilworth. Berlin 1877 (Übersetzung: Benno Tschischwitz)
Kenilworth. Berlin 1924 (Übersetzung: Erich Walter)
- The Pirate. Edinburgh 1821

dt. Der Seeräuber. Zwickau 1822 (Übersetzung: Heinrich Döring)
Der Pirat. Leipzig 1822 (Übersetzung: Georg Lotz)
Der Pirat. Berlin 1822 (Übersetzung: Samuel Heinrich Spiker)
Der Pirat. Berlin 1822 (Übersetzung: Henriette von Montenglaut)
Der Pirat. Stuttgart 1828 (Übersetzung: Carl Mogg)
Der Seeräuber. Berlin 1835 (Übersetzung: "*r")
Der Pirat. Ein Roman. Stuttgart 1840 (Übersetzung: Friedrich Richter)
- The Fortunes of Nigel. Edinburgh 1822

dt. Nigels Schicksale. Ein Roman. Zwickau 1824 (Übersetzung: Sophie May [=Friederike Mayer])
Nigels Schicksale. Stuttgart 1829 (Übersetzung: A. Ludwig)
Nigels Schicksale. Berlin 1836 (Übersetzung: Bernhard Johann Friedrich von Halem)
Nigels Schicksale. Mannheim 1841 (Übersetzung: Friedrich Funck)
- Peveril of the Peak. Edinburgh 1822

dt. Ritter Gottfried Peveril. Eine romantische Darstellung. Leipzig 1822 (Übersetzung: C.F. Michaelis)
Peveril. Eine romantische Erzählung. Zwickau 1824 (Übersetzung: Julius Körner)
Peveril vom Gipfel. Leipzig 1824 (Übersetzung: Bernhard Johann Friedrich von Halem)
Peveril vom Gipfel. Stuttgart 1829
Peveril vom Gipfel. Stuttgart 1850 (Übersetzung: C. Herrmann)
- Quentin Durward. Edinburgh 1823

dt. Quentin Durward. Roman. Zwickau 1824 (Übersetzung: Heinrich Döring)
Quentin Durward. Leipzig 1824 (Übersetzung: Bernhard Johann Friedrich von Halem)
Quentin Durward. Stuttgart 1826 (Übersetzung: Leonhard Tafel)
Quentin Durward. Ein historischer Roman. Mannheim 1841 (Übersetzung: Theodor Oelckers)
Quentin Durward. Historischer Roman. Bielefeld 1874 (Übersetzung: Robert König)
Quentin Durward. Roman. Leipzig 1878 (Übersetzung: Otto Randolf)
Quentin Durward. Berlin 1876 (Übersetzung: Benno Tschischwitz)
Quentin Durward. Berlin 1907 (Übersetzung: Erich Walter)
Ferner mehrere, meist für die Jugend bearbeitete Ausgaben dieser Übersetzungen mit veränderten Titeln oder Titelergänzungen wie „Im Dienste des Königs“, „Des Königs Schildknappe“, „Der schottische Edelknecht“ und dergleichen.
- Saint Ronan's Well. Edinburgh 1824

dt. St. Ronan's Brunnen. Zwickau 1825 (Übersetzung: Elise von Hohenhausen)
Der St. Ronans-Brunnen. Wien 1826 (Übersetzung: Sophie May [=Friederike Mayer])
St. Ronans-Brunnen. Stuttgart 1829
St. Ronans-Brunnen. Ein Roman. Stuttgart 1852 (Übersetzung: C. Herrmann)
- Redgauntlet. A Tale of the Eighteenth Century. Edinburgh 1824

dt. Redgauntlet. Eine Geschichte des achtzehnten Jahrhunderts. Zwickau 1825 (Übersetzung: M. Carl Richter)
Redgauntlet. Eine Erzählung aus dem 18. Jahrhundert. Stuttgart 1826 (Übersetzung: Carl Weil) online (PDF-Datei, 21,77 MB) in der Arno-Schmidt-Referenzbibliothek
- Tales of the Crusaders. Bd. I–II: The Betrothed. Edinburgh 1825

dt. Erzählungen der Kreuzfahrer. Theil 1: Die Verlobte. Leipzig 1825 (Übersetzung: Karl Ludwig Methusalem Müller)
Erzählungen von den Kreuzfahrern. Erste Erzählung: Die Verlobten. Leipzig 1825 (Übersetzung: Sophie May [=Friederike Mayer])
Erzählungen von den Kreuzfahrern. Erste Erzählung: Die Verlobten. Stuttgart 1826 (Übersetzung: August Schäfer)
Erzählungen der Kreuzfahrer. Theil 1: Die Verlobten. Zwickau 1826 (Übersetzung: Heinrich Döring)
- Tales of the Crusaders. Bd. III–IV: The Talisman. Edinburgh 1825

dt. Der Talisman. Leipzig 1825 (Übersetzung: Sophie May [=Friederike Mayer])
Erzählungen von den Kreuzfahrern. Zweite Erzählung: Der Talisman. Leipzig 1826 (Übersetzung: August Schäfer)
Erzählungen der Kreuzfahrer. Theil 2: Der Talisman. Zwickau 1826 (Übersetzung: Heinrich Döring)
Der Talisman. Stuttgart 1826
Der Talisman. Mannheim 1841 (Übersetzung: Wilhelm Sauerwein)
Der Talisman. Eine Kreuzfahrgeschichte. Bielefeld 1874 (Übersetzung: Robert Koenig)
Der Talisman. Berlin 1876 (Übersetzung: Benno Tschischwitz)
Der Talisman. Eine Erzählung aus den Kreuzzügen. Berlin 1919 (Übersetzung: Oskar Ebermann)
Ferner mehrere, meist für die Jugend bearbeitete Ausgaben dieser Übersetzungen mit veränderten Titeln oder Titelergänzungen wie „Richard Löwenherz in Palästina“ oder „Ritter Kenneth vom schlafenden Leoparden“
- Woodstock; or The Cavalier. A Tale of the Year Sixteen Hundred and Fifty-one. Edinburgh 1826 books.google

dt. Woodstock oder: Der Ritter. Eine Erzählung aus dem Jahre sechszehnhundert ein und fünfzig. Stuttgart 1826 (Übersetzung: Carl Weil)
Woodstock oder: Der Ritter. Eine Erzählung aus dem Jahre Eintausend sechshundert und einundfünfzig. Zwickau 1826 (Übersetzung: Georg Nicolaus Bärmann)
Woodstock. Eine romantische Darstellung aus den Zeiten Cromwells. Leipzig 1826 (Übersetzung: C.F. Michaelis)
Woodstock oder Der Cavalier. Leipzig 1826 (Übersetzung: Karl Florentin Leidenfrost) books.google
- Chronicles of the Canongate. Erste Reihe, mit den Erzählungen The Highland Widow, The Two Drovers und The Surgeon's Daughter. Edinburgh 1827

dt. Die Chronik von Canongate. Zwickau 1828 (Übersetzung: Karl Ludwig Kannegießer)
Die Chronik von Canongate. Stuttgart 1828
Chronik des Canongate zu Edinburg. Leipzig 1828 (Übersetzung: Carl Florentin Leidenfrost)
Die Chronik von Canongate. Stuttgart 1840 (Übersetzung: Franz Kottenkamp)
- Religious Discourses. By A Layman. London 1828
- Chronicles of the Canongate. Zweite Reihe: St. Valentine's Day; or, The Fair Maid of Perth. Edinburgh 1828

dt. Die Chronik von Canongate: Das schöne Mädchen von Perth. Stuttgart 1828
Die Chronik von Canongate. Aus der schottischen Geschichte. Folge 2. Zwickau 1829 (Übersetzung: Julius Körner)
Das schöne Mädchen von Perth. Mannheim 1844 (Übersetzung: Theodor Oelckers) online (PDF-Datei, 21,65 MB) Reprint in der Arno-Schmidt-Referenzbibliothek
Das schöne Mädchen von Perth. Berlin 1877 (Übersetzung: Robert Springer)
- Anne of Geierstein; or The Maiden of the Mist. Edinburgh 1829

dt. Anna von Geierstein oder: Das Nebelmädchen. Roman. Zwickau 1829 (Übersetzung: Georg Nicolaus Bärmann)
Karl der Kühne, oder: Die Tochter des Nebels. Historische Novelle. Stuttgart 1829
Anna von Geierstein, oder die Tochter des Nebels. Ein Roman. Mannheim 1846 (Übersetzung: Ernst Elsenhans)
- The Keepsake Stories: drei Erzählungen im literarischen Jahrbuch „The Keepsake“ für das Jahr 1829:
  - My Aunt Margaret's Mirror

dt. Der Zauberspiegel. Stuttgart 1852 (Übersetzung: Franz Kottenkamp), in: Das gefährliche Schloß
- The Tapestried Chamber

dt. Das tapezierte Zimmer. Stuttgart 1852 (Übersetzung: Franz Kottenkamp), in: Das gefährliche Schloß
Das Zimmer mit den Wandbehängen. München 1975 (Übersetzung: Leni Sobez), in: 13 Geister Stories
Das Gobelin-Zimmer. Hannover 2011 (Übersetzung: Heiko Postma) ISBN 978-3-940970-67-1
- Death of the Laird's Jock.

Des Gutsherrn Hans. Stuttgart 1852 (Übersetzung: Franz Kottenkamp), in: Das gefährliche Schloss
- Tales of My Landlord. Vierte Reihe: Count Robert of Paris. Edinburgh 1832

dt. Graf Robert von Paris. Zwickau 1832 (Übersetzung: Georg Nicolaus Bärmann)
Graf Robert von Paris. Stuttgart 1832
Graf Robert von Paris. Ein historischer Roman. Mannheim 1846 (Übersetzung: Wilhelm Sauerwein)
Graf Robert von Paris. Ein Roman aus dem christlichen Konstantinopel. Berlin 1910 (Übersetzung: Erich Walter)
- Tales of My Landlord. Vierte Reihe: Castle Dangerous. Edinburgh 1832

dt. Das gefährliche Schloß. Zwickau 1832 (Übersetzung: Georg Nicolaus Bärmann)
Das gefährliche Schloß. Stuttgart 1832
Das gefährliche Schloß. Stuttgart 1852 (Übersetzung: Friedrich Kottenkamp)

### Sonstige Werke (Dramen, Essays, Biographien etc.)

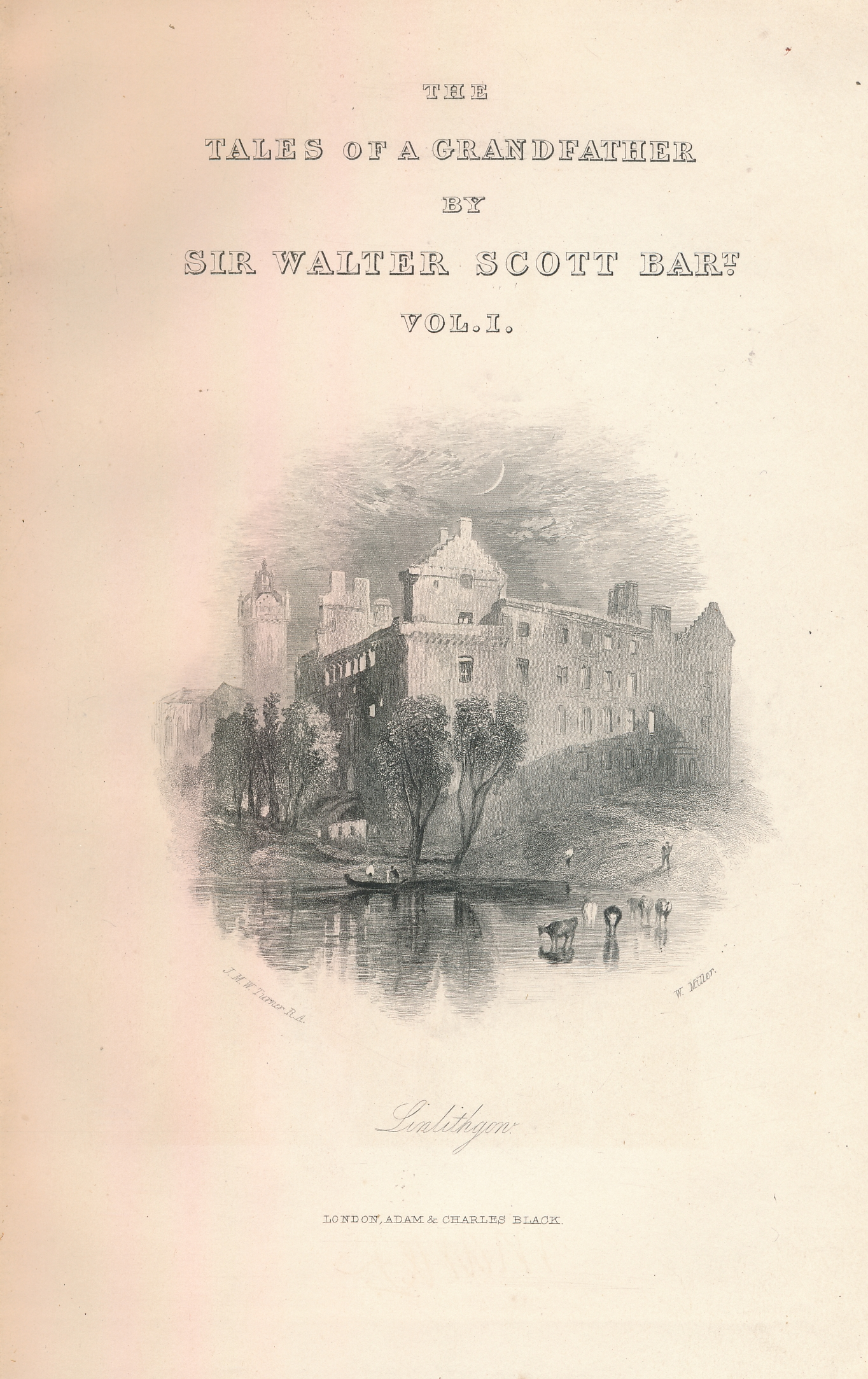
Titelseite zu Tales of a Grandfather; Being Stories Taken from Scottish History

- Goetz of Berlichingen, with the Iron Hand. London 1799. Übersetzung von Goethes Götz von Berlichingen
- The Border Antiquities of England and Scotland. Comprising Specimens of Architecture and Sculpture, and other Vestiges of Former Ages, Accompanied by Descriptions. London 1814–1817
- Paul's Letters to His Kinsfolk. Edinburgh 1816

dt. Paul's Briefe an seine Verwandten. Leipzig 1822 (Übersetzung: Karl Ludwig Methusalem Müller)
Paul's Briefe an seine Verwandten. Zwickau 1825 (Übersetzung: Sophie May [=Friederike Mayer])
- Halidon Hill. A Dramatic Sketch, from Scottish History. In Two Acts, and in Verse. Edinburgh 1822

dt. Walter Scott's Halidon-Höhe. Frankfurt am Main 1823 (Übersetzung: Adrian)
- Provincial Antiquities and Picturesque Scenery of Scotland. London 1826 (vorab erschienen in zehn Lieferungen 1819–1826)
- Lives of the Novelists. Paris 1825 (Gesammelte Vorreden zu den Einträgen in Ballantyne’s Novelists’ Library. London 1821–24)
- Letters of Malachi Malagrowther. Edinburgh 1826
- The Life of Napoleon Buonaparte, Emperor of the French. With a Preliminary View of the French Revolution. Edinburgh 1827

dt. Leben des Napoleon Buonaparte, Kaisers der Franzosen. Nebst einem einleitenden Ueberblick der französischen Revolution. Zwickau 1827–28 (Übersetzung: Georg Nicolaus Bärmann)
Leben von Napoleon Buonaparte, Kaisers von Frankreich. Mit einer Übersicht der französischen Revolution. Stuttgart 1827–28 (Übersetzung: Joseph von Theobald)
Leben Napoleon Bonaparte's, Kaisers der Franzosen. Mit einer einleitenden Uebersicht der französischen Revolution. Gotha 1827–1834 (Übersetzung: Meyer / Schneider)
- Tales of a Grandfather; Being Stories Taken from Scottish History. 3 Reihen, Edinburgh 1828–1830

dt.  Erzählungen eines Großvaters aus der schottischen Geschichte. Stuttgart 1828
Erzählungen eines Großvaters aus der schottischen Geschichte. Zwickau 1828–31 (Übersetzung: Karl Ludwig Kannegießer / Georg Nicolaus Bärmann)
- The House of Aspen; a Tragedy. London 1829
- The History of Scotland. 2 Bände, London 1830

dt. Die Geschichte von Schottland. Zwickau 1830–31 (Übersetzung: Georg Nicolaus Bärmann)
Walter Scott's Geschichte von Schottland. Leipzig 1830–31 (Übersetzung: Friedrich Vogel)
- Letters on Demonology and Witchcraft, Addressed to J.G. Lockhart, Esq. London 1830

dt. Briefe über Dämonologie und Hexerei. Zwickau 1833 (Übersetzung: Georg Nicolaus Bärmann)
- Essays on Ballad Poetry, and Introductions. Edinburgh 1830
- The Doom of Devorgoil, a Melo-Drama.- Auchindrane; or, The Ayrshire Tragedy. Edinburgh 1830 (darin enthalten das Gedicht Bonnie Dundee)
- Tales of a Grandfather; Being Stories Taken from the History of France. Edinburgh 1831

dt. Großvater's Erzählungen aus der Geschichte von Frankreich. Zwickau 1831 (Übersetzung: Georg Nicolaus Bärmann)
- The Journal of Sir Walter Scott from the Original Manuscript at Abbotsford. Edinburgh 1890
- The Letters of Sir Walter Scott. 12 Bände, London 1932–1937

### Bibliographien
- Richard Ford: Dramatisations of Scott's Novels. A Catalogue. Oxford Bibliographical Society, Oxford 1979 (= Oxford Bibliographical Society; 12), ISBN 0-901420-33-6
- Jill Rubenstein (Bearb.): Sir Walter Scott. An Annotated Bibliography of Scholarship and Criticism, 1975–1990. Aberdeen 1994 (Occasional paper / Association for Scottish Literary Studies; 11), ISBN 0-948877-25-1
- William B. Todd, Ann Bowden: Sir Walter Scott. A Bibliographical History, 1796–1832. Oak Knoll Press, New Castle (Delaware/USA) 1998, ISBN 1-884718-64-7

### Zu Scott allgemein
- Thomas Crawford: Scott. Edinburgh, Scottish Acad. Pr. 1982. (= Scottish writers series; 1), ISBN 0-7073-0305-2
- Frank Druffner: Walter Scotts Romanze in Stein: Abbotsfort als pittoreske Dichterresidenz (= Manuskripte für Kunstwissenschaft in der Wernerschen Verlagsgesellschaft 4). Wernersche Verlagsgesellschaft, Worms 1987, ISBN 978-3-88462-505-7
- Felix Eberty: Walter Scott. Ein Lebensbild. 2 Bände. Breslau 1860
- Theodor Fontane: Walter Scott in Westminster Abtei, Gedicht[30]
- Kurt Gamerschlag: Sir Walter Scott und die Waverley novels. Eine Übersicht über den Gang der Scottforschung von den Anfängen bis heute. Darmstadt, Wiss. Buchges. 1978. (= Erträge der Forschung; 94), ISBN 3-534-07367-3
- John Lauber: Sir Walter Scott. Boston, Twayne. 1989. (= Twayne’s English authors series; 39), ISBN 0-8057-6964-1
- Robert Ignatius Letellier: Sir Walter Scott and the Gothic novel. Salzburg, Univ. of Salzburg. 1995. (Salzburg studies in English literature; Romantic reassessment; 113), ISBN 0-7734-1276-X
- Graham MacMaster: Scott and society. Cambridge u. a., Univ. Pr. 1981, ISBN 0-521-23769-6
- Jane Millgate: Walter Scott. The making of the novelist. Toronto u. a., Univ. Pr. 1984, ISBN 0-8020-2527-7
- Heinz-Joachim Müllenbrock: Der historische Roman. Aufsätze. Heidelberg, Winter. 2003. (= Anglistische Forschungen; 317), ISBN 3-8253-1503-7
- James Reed: Sir Walter Scott. Landscape and locality. London, Athlone Pr. 1980, ISBN 0-485-11197-7
- Ingrid Schwarz: Narrativik und Historie bei Sir Walter Scott. Eine strukturale Analyse der Waverley Novels am Beispiel von „Old Mortality“. Frankfurt am Main u. a., Lang. 1986. (= Aspekte der englischen Geistes- und Kulturgeschichte; 8), ISBN 3-8204-9804-4
- David Stechern: Das Recht in den Romanen von Sir Walter Scott. Münster u. a., Lit. 2003. (= Münsteraner Studien zur Rechtsvergleichung; 101), ISBN 3-8258-6673-4
- Horst Tippkötter: Walter Scott. Geschichte als Unterhaltung. Eine Rezeptionsanalyse der Waverley novels. Frankfurt am Main, Klostermann. 1971. (Studien zur Philosophie und Literatur des neunzehnten Jahrhunderts; 13)
- Graham Tulloch: The language of Walter Scott. A study of his Scottish and period language. London: Deutsch. 1980, ISBN 0-233-97223-4
- Edward Wagenknecht: Sir Walter Scott. New York, NY: Continuum. 1991, ISBN 0-8264-0491-X
- Helmut Weber: Sir Walter Scott – Dichter, Sheriff, Schotte (PDF; 112 kB)

### Vergleichende Untersuchungen
- Andreas Bestek: Geschichte als Roman. Narrative Techniken der Epochendarstellung im englischen historischen Roman des 19. Jahrhunderts. Walter Scott, Edward Bulwer-Lytton und George Eliot. Trier, WVT. 1992. (= Horizonte; 11), ISBN 3-88476-042-4
- Barbara Buchenau: Der frühe amerikanische historische Roman im transatlantischen Vergleich. Frankfurt am Main u. a.: Lang. 2002. (Interamericana; 2), ISBN 3-631-38938-8; zugl. Dissertation Universität Göttingen.
- Wido Hempel: Manzoni und die Darstellung der Menschenmenge als erzähltechnisches Problem in den „Promessi Sposi“, bei Scott und in den historischen Romanen der französischen Romantik. Krefeld, Scherpe. 1974. (Schriften und Vorträge des Petrarca-Instituts Köln; 26), ISBN 3-7948-0158-X
- Fabian Lampart: Zeit und Geschichte. Die mehrfachen Anfänge des historischen Romans bei Scott, Arnim, Vigny und Manzoni. Würzburg, Königshausen & Neumann. 2002. (Epistemata; Reihe Literaturwissenschaft; 401), ISBN 3-8260-2267-X
- Michael Niehaus: Autoren unter sich. Walter Scott, Willibald Alexis, Wilhelm Hauff und andere in einer literarischen Affäre. Heidelberg, Synchron. 2002, ISBN 3-935025-36-X
- Frauke Reitemeier: Deutsch-englische Literaturbeziehungen. Der historische Roman Sir Walter Scotts und seine deutschen Vorläufer. Paderborn u. a., Schöningh. 2001. (= Beiträge zur englischen und amerikanischen Literatur; 18), ISBN 3-506-70829-5
- Peter-Jürgen Rekowski: Die Erzählhaltung in den historischen Romanen von Walter Scott und Charles Dickens. Bern: H. Lang; Frankfurt am Main: Lang. 1975. (Europäische Hochschulschriften; Reihe 14; 30) ISBN 3-261-01849-6.